# Joan de Déu Prats Pijoan
Joan de Déu Prats Pijoan (Barcelona, 15 de febrer de 1962) és un escriptor català, especialitzat en històries per a nens. Ha publicat llibres com L'home invisible i Les aventures del megacapità Fonoll (ambdues a Barcanova), Els casos de l'inspector Formiga... També ha publicat una comèdia anomenada Anorak. Ha treballat de guionista a diverses sèries de televisió i ha col·laborat a l'Avui, El Periódico, El Jueves, Tretzevents, Cavall Fort, Riffi-Raffe i El Triangle.

## Llibres publicats

### Narrativa breu
- La capseta d'ivori (amb Miquel Aparici). Barcelona: Abadia de Montserrat, 1989 [infantil]
- El geni de la màquina de refrescos. Barcelona: Abadia de Montserrat, 1991 [infantil]
- Unes vacances a la nevera. Barcelona: Grijalbo Mondadori, 1995 [infantil]
- Barbaverd, el pirata. Barcelona: Cruïlla, 1995 [infantil]
- Un jardiner a la taula. Barcelona: Abadia de Montserrat, 1996 [infantil]
- El país de plexinaps. Barcelona: Abadia de Montserrat, 1997 [infantil]
- Tocata i fuga del senyor violoncel. Barcelona: Cruïlla, 1997 [infantil]
- El Nadal de l'oncle Huckleberry. Madrid: Bruño, 1997 [infantil]
- Dos taurons a la peixera. Barcelona: Cadí, 1998 [infantil]
- L'àvia voladora. Barcelona: Cadí, 1998 [infantil]
- Recull de somnis. Barcelona: Abadia de Montserrat, 1998 [infantil]
- L'espantaocells que volia volar. Madrid: Bruño, 1998 [infantil]
- Un safari dins de casa. Madrid: Bruño, 1999 [infantil]
- El segrest de la primavera (amb Francesc Infante). Barcelona: La Galera, 1999 [infantil]
- Un talp al mar de gespa. Barcelona: Edebé, 1999 [infantil]
- L'home-bala busca feina. Barcelona: Baula, 1999 [infantil]
- Operació Àfrica. Barcelona: Alfaguara - Grup Promotor, 2000 [infantil]
- Un missatge dins l'ampolla. Barcelona: Cruïlla, 2000 [infantil]
- Terra de castells. Barcelona: Barcanova, 2003
- El cas de l'hipopòtam segrestat. Barcelona: La galera, 2009

### Novel·la
- Anorak. Barcelona: La Magrana, 1997 [juvenil]

## Premis i reconeixements
- Hospital Sant Joan de Déu de Barcelona, 1999: El segrest de la primavera.
- Finalista Premi Barcanova, 2005: Nàufrag.
- Premi Crítica Serra d'Or de Literatura Infantil i Juvenil, 2005: Contes terrorífics de fantasmes
- Premi Guillem Cifre de Colonya, 2009: El cas de l'hipopòtam segrestat